# Vernaya fulva
Vernaya fulva är en gnagare i underfamiljen möss (Murinae).

## Beskrivning
Arten kännetecknas av en lång päls med rödbrun färg och en lång svans. Kroppslängden ligger vid 9 centimeter och svansen är cirka 11,5 centimeter lång.
Vernaya fulva har orangebrun päls på ovansidan som blir lite blekare fram till kroppens sidor. Undersidan är täckt av vit päls. Håren där är grå vid roten men synlig är bara de vita hårspetsarna. Även svansen är uppdelad i en brun ovansida och en ljusbrun undersida men det finns ingen tydlig gräns. Vid bakfoten har alla tår förutom stortån spetsiga klor. Stortån bär en liten nagel. På framtändernas framsida finns ingen ränna. Antalet spenar hos honor är sex.
Djuret lever i Sydostasien. Utbredningsområdet sträcker sig över södra Kina (Sichuan, Yunnan, Shaanxi och Gansu) och norra Myanmar. Habitatet utgörs av skogstäckta bergsområden som ligger 2 100 till 2 700 meter över havet. Denna gnagare har bra förmåga att klättra och vistas främst på träd. Annars är inte mycket känt om levnadssättet.
På grund av utbredningsområdets läge i glest bebyggda regioner är inga hot mot arten kända. Den listas av Internationella naturvårdsunionen som livskraftig.

## Systematik
Djuret är den enda arten i sitt släkte. Wilson & Reeder (2005) listar Vernaya fulva till den så kallade Micromys-gruppen, alltså som nära släkting till dvärgmusen. Lecompte et al. (2008) har en annan uppfattning och listar arten som incertae sedis.